# Zelandomyia tantula
Zelandomyia tantula är en tvåvingeart som beskrevs av Alexander 1926. Zelandomyia tantula ingår i släktet Zelandomyia och familjen småharkrankar. Inga underarter finns listade i Catalogue of Life.